# Ali Al-Jabri
Ali Al-Jabri (29 de janeiro de 1990) é um futebolista profissional omani que atua como defensor.

## Carreira
Ali Al-Jabri representou a Seleção Omani de Futebol na Copa da Ásia de 2015.